# Jalalpur Bhattian
Jalalpur Bhattian é uma cidade do Paquistão localizada na província de Punjab.